# Портрет композитора Кара Караева
«Портрет композитора Кара Караева» (азерб. Bəstəkar Qara Qarayevin portreti) — картина азербайджанского советского живописца Таира Салахова, написанная в 1960 году. Хранится в Москве, в Третьяковской галерее. На картине изображён известный советский азербайджанский композитор, народный артист СССР, Герой Социалистического Труда Кара Караев.
В 1962 году за «Портрет композитора Кара Караева» Салахов был награждён серебряной медалью Академии художеств СССР, а в 1968 году присуждена Государственная премия СССР.
На портрете композитор Кара Караев сидит, сгруппировавшись, как для тигриного прыжка, пишет искусствовед и критик Екатерина Дёготь. На нём водолазка и что-то вроде советского аналога джинсов. Портрет реалистический, написанный полностью с натуры. Кара Караев сидит на чём-то вроде жесткого табурета. Как отмечает Дёготь, Караеву «трудно, Он на наших глазах трудится. Но трудится сидя. И не барабанит по клавишам в состоянии экстаза, а напряженно думает, а на рояле лежат книги. Он не „творец“, но своего рода сознательный „оператор“ собственного творчества, подобно оператору ЭВМ (модная тогда профессия) или даже ремонтнику буровой вышки (который, заметим, у Салахова ничего не ремонтирует, а как бы стратегически планирует ремонт). Его труд имеет интеллектуальную и техническую составляющую».
По словам Дёготь, для Советского Союза первых послесталинских лет подобное изображение людей было революционной идеей, поскольку реабилитировало интеллигенцию со всем её почти неизбежным (тогда) космополитизмом, воплощённым во всяком (тогда) внятном символе — вызывающе белой водолазке Кара Караева (Салахов сам заставил его её надеть).